# ウィリアム・ヒース

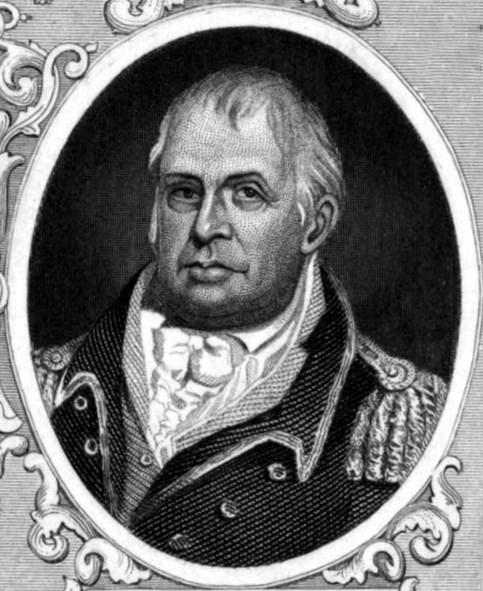

ウィリアム・ヒース（英: William Heath、1737年3月7日 - 1814年1月24日）は、アメリカ植民地時代のマサチューセッツ出身の農園主、軍人、政治家である。アメリカ独立戦争では、大陸軍の少将であった。

## 生い立ち
ヒースはその全人生を通じてマサチューセッツのロクスベリーにあったヒース家の農園を根拠にした。ヒース家は1636年にその農園を始め、ヒースもそこで1737年3月7日に生まれた。ヒースは民兵組織で活動を始め、1760年にはサフォーク郡の民兵隊大尉になった。1770年には大佐となり、その部隊の指揮を執った。

## アメリカ独立戦争
1774年12月、マサチューセッツの革命政府はヒースを准将に任命した。1775年4月、ヒースはレキシントン・コンコードの戦いの最終段階でマサチューセッツ軍を率いた。ボストン包囲戦が始まると、包囲に参加している民兵の訓練に明け暮れることになった。その後の6月にマサチューセッツ政府はヒースを少将に任命し、新たに創設された国軍としての大陸軍では准将に任命された。
1776年、ヒースはニューヨーク市の防衛軍に参加し、ジョージ・ワシントン将軍にニューヨーク市を放棄しないように勧めた者の一人となった。ヒースはロングアイランドの戦い、ハーレムハイツの戦い、ホワイト・プレインズの戦いに参戦した。8月にヒースは大陸軍少将に昇進し、11月にはハドソン川高地軍の司令官となった。
この後、ヒースは主に後方支援地域の指揮に就いていたが、1777年秋のサラトガの戦いの後で、ジョン・バーゴインの降伏に続く「協議の軍隊」の世話をすることになった。1780年、ベネディクト・アーノルドの裏切りの後を受けて、ヒースはハドソン川高地軍の司令官に復帰した。

## 独立戦争の後
独立戦争の終了後の1788年、ヒースはアメリカ合衆国憲法を批准するためのマサチューセッツ会議の一員となった。ヒースはマサチューセッツ議会上院議員を1791年から1792年まで務めた。また遺言検認裁判所の判事も務めた。1800年、ヒースはマサチューセッツ州副知事に選ばれたが、結局就任を辞退した。
ヒースは1814年1月24日にロクスベリーで亡くなり、ジャマイカプレーンズ、現在ではボストンの近郷にあるフォレストヒルズ墓地に埋葬された。マサチューセッツ州の町ヒースは、彼に因んで名づけられた。